# Distretto di Don Chan
Il distretto di Don Chan (in thailandese: ดอนจาน) è un distretto (amphoe) della Thailandia, situato nella provincia di Kalasin.